# Telebiella
Telebiella è un'emittente televisiva, originariamente via cavo, creata nel 1971 da Giuseppe Sacchi, ex regista della RAI, in un ex convitto situato nel centro di Biella. Dopo Telediffusione Italiana Telenapoli fu la seconda emittente televisiva locale italiana privata a infrangere il monopolio della Rai.

## Storia

### La nascita

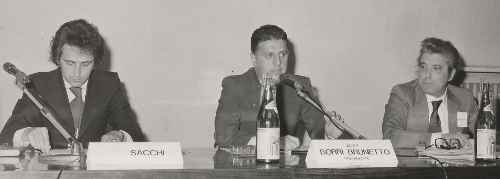
Sacchi, primo a destra, a un convegno sulla televisione via cavo, 1973

Telebiella nasce da un'idea dell'ex regista della Rai Peppo Sacchi, che si avvale di una lacuna del Regio Decreto 27 febbraio 1936, n. 645, che non prevede l'ottenimento di concessioni televisive per la televisione via cavo in Italia; viene registrata in tribunale il 20 aprile 1971 come "giornale periodico a mezzo video".
Il 6 aprile 1972 va in onda un messaggio di presentazione di Ivana Ramella, la moglie di Sacchi. Le apparecchiature utilizzate sono abbastanza amatoriali: con un videoregistratore portatile l'emittente trasmette il proprio telegiornale quotidiano. Nonostante la focalizzazione sull'informazione, con telegiornali e talk show, Telebiella ospita anche la prima trasmissione "leggera" di spettacolo non della Rai, Campanile in vasca. Molti sono gli appassionati del settore che, dopo aver appreso della vicenda, si recano personalmente a Biella; tra questi si ricorda Renzo Villa, fondatore di Telealtomilanese e poi di Antennatre.

Ivana Ramella negli studi di Telebiella, anni '70

### Gli anni '70 e la questione politica
L'emanazione del D.P.R. 29 marzo 1973, n. 156 che unifica tutti i mezzi di comunicazione a distanza in una sola categoria, rende tuttavia illegali le reti private, comprese quelle che trasmettono via cavo, e il ministro delle Poste Giovanni Gioia dispose, con decreto 9 maggio 1973 («decreto Gioia»), la disattivazione dell'impianto di Sacchi, diffidandolo a procedere entro 10 giorni.
La questione diventa di rilevanza politica nazionale perché il segretario del Partito Repubblicano Ugo La Malfa protesta per essere stato tenuto all'oscuro del decreto ministeriale e chiede le dimissioni del ministro Gioia, ma non ottenendole ritira l'appoggio esterno al governo Andreotti II che si dimette a giugno. Nel frattempo, il ministero delle Poste aspetta inutilmente il termine del 1º giugno, perché i titolari non ottemperano all'ordine, quindi viene eseguito il decreto: il cavo che collega l'emittente alla rete cittadina venne reciso.
Telebiella avvia quindi una battaglia legale: Sacchi si fece denunciare per violazione delle norme in materia postale (perché contravvengono al monopolio della Rai). La vicenda ha risalto sui giornali nazionali: il caso viene ulteriormente ampliato quando il pretore Giuliano Girzi interrompe il procedimento nei confronti del Sacchi, e in qualità di giudice a quo sollevò dubbio di incostituzionalità alla Corte costituzionale. La Corte costituzionale accolse buona parte delle motivazioni di Sacchi; infatti, con la sentenza del 10 luglio 1974 n. 225 viene dichiarata l'illegittimità costituzionale degli artt. 1, 183, e 195 del D.P.R. del 1973 riguardo l'emittenza via cavo che riservava allo Stato il monopolio televisivo. Successivamente, la riforma della RAI del 1975 autorizza le trasmissioni via cavo monocanale nonché la ripetizione via etere sul territorio italiano delle emittenti estere (Antenne 2, TV Svizzera, Telemontecarlo e Koper-Capodistria).
Telebiella riprende le trasmissioni via cavo, affiancata in seguito da una rete radiofonica via etere, Radiobiella poiché la Corte costituzionale, con la sentenza del 28 luglio 1976, n. 202, autorizza anche le trasmissioni radiotelevisive via etere in ambito locale.

### Gli anni '90 e il cambio di nome
Il Corriere della Sera alla fine del 1992 annuncia il fallimento di Telebiella. Quest'ultima verrà poi messa all'asta e acquistata nella primavera del 1993 dalla società Pirenei Srl di Previde Prato che gestisce il marchio assieme a TeleRitmo e VideoNovara.
Dopo aver cambiato il nome in Retebiella, l'emittente biellese, sotto la direzione di Marco Fulcheris, inaugura una nuova programmazione che prevede cinque edizioni giornaliere del telegiornale, dirette televisive della squadra di basket di Serie A della Pallacanestro Biella oltre a numerose altre trasmissioni con più di 180 000 ascoltatori.

## Personalità legate

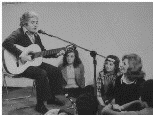
Bruno Lauzi trasmette dagli studi di Telebiella un programma dedicato alla storia della canzone, 1973

- Enzo Tortora fu un convinto sostenitore dell'emittente televisiva privata piemontese di cui divenne vicepresidente.
- Ezio Greggio esordì verso la fine degli anni '70 proprio su questa emittente, divenendo in seguito un noto personaggio televisivo.
- Il cantautore Bruno Lauzi, che già aveva acquistato larga fama, partecipò attivamente alla programmazione di Telebiella[6].
- Nel corso degli anni '80 l'emittente ha dato grande spazio alla pubblicità del mobilificio Aiazzone, trasmettendo numerosi spot televisivi.